# الحرب النابولية
الحرب النابولية هي نزاع بين مملكة نابولي في نابولي والإمبراطورية النمساوية. بدأت في 15 مارس عام 1815، عندما أعلن الملك يواكيم مورات الحرب على النمسا، وانتهت في 20 مايو عام 1815 بتوقيع معاهدة كاسالانزا. وقعت الحرب خلال المئة يوم بين عودة نابليون من المنفى وقبل أن يغادر باريس ليُهزم بشكل نهائي في معركة واترلو. اندلعت الحرب من قبل انتفاضة مؤيدة لنابليون في نابولي، وانتهت بانتصار نمساوي حاسم في معركة تولينتينو، وبعدها أعيد ملك بوربون فرديناند الرابع ملكًا لنابولي وصقلية. وقد تسبب تدخل النمسا باستياء إيطاليا، ما أدى إلى تحفيز الدافع باتجاه توحيد إيطاليا.

## الخلفية
قبل حروب الثورة الفرنسية، حكم نابولي الملك فرديناند الرابع من آل بوربون. كان فرديناند خصمًا طبيعيًا لنابليون وكان متحالفًا مع التحالف الثالث ضده. ومع ذلك، بعد الهزيمة في معركة أوسترليتز وصلح برسبورغ، اضطر فرديناند إلى التنازل عن نابولي للفرنسيين في أوائل عام 1806.
في البداية، حكم شقيق نابليون جوزيف بونابرت نابولي. ثم في عام 1808، أصبح جوزيف ملكًا لإسبانيا، وعين نابليون صهره يواكيم مورات ملكًا على نابولي.
حكم مورات نابولي باتباع نفس النظام القانوني والاجتماعي المستخدم في فرنسا، بينما كان ما يزال يشارك في حملات نابليون. ولكن بعد معركة لايبزيج الكارثية، تخلى مورات عن الجيش الكبير في محاولة لإنقاذ عرشه. ومع اقتراب الهزيمة في حرب التحالف السادس، ابتعد مورات بشكل متزايد عن نابليون، ووقع في النهاية معاهدة مع النمسا في يناير عام 1814 وانضم إلى جانب الحلفاء.
ولكن مع تقدم مؤتمر فيينا، أصبح منصب مورات أقل أمانًا، إذ كان هناك دعم متزايد لإعادة فرديناند إلى العرش. وكانت المملكة المتحدة الأكثر صراحة بين جميع معارضي مورات، والتي لم تعترف مطلقًا بمطالبة مورات بالعرش، علاوة على ذلك كانت تحرس فرديناند في صقلية، ما يضمن احتفاظه بعرش صقلية.
عندما أُبلغ مورات بخطة نابليون للهروب من المنفى في إلبا في 1 مارس عام 1815، وقف مورات في صفه مرة أخرى، وأعلن الحرب على النمسا بمجرد علمه بعودة نابليون إلى فرنسا.

## الحرب

### التقدم النابولي
أعلن يواكيم مورات الحرب على النمسا في 15 مارس عام 1815، قبل خمسة أيام من عودة نابليون إلى باريس وبداية المئة يوم. كان النمساويون مستعدين للحرب، بعد أن أثيرت شكوكهم عندما تقدم مورات للحصول على إذن قبل أسابيع لنقل قواته عبر الأراضي النمساوية لمهاجمة جنوب فرنسا. عززت النمسا قوة جيوشها في لومباردي تحت قيادة بيليغارد قبل إعلان الحرب.
في بداية الحرب، ورد أن مورات كان لديه 82 ألف مقاتل في جيشه، بما في ذلك 7000 من سلاح الفرسان و90 مدفعًا، على الرغم من أن هذا الرقم كان مبالغًا فيه بشكل كبير لمحاولة تشجيع الإيطاليين على الانضمام إلى قضيته. كان الرقم الحقيقي يقارب 50 ألف مقاتل.
ترك وراءه جيشًا احتياطيًا للداخل في حالة حدوث غزو من صقلية، وأرسل فرقتين من النخبة من الحرس عبر الدولة البابوية، ما أجبر البابا على الفرار إلى جنوة. مع ما تبقى من جيشه، أسس مورات مقره في أنكونة وتقدم على الطريق نحو بولونيا. في 30 مارس، وصل مورات إلى ريميني، حيث أصدر إعلان ريميني الشهير، محرضًا جميع القوميين الإيطاليين على الحرب.
كان السكان الإيطاليون حذرين في الغالب من آل هابسبورغ في النمسا، إذ كانوا يخشون زيادة النفوذ النمساوي في إيطاليا. بموجب الشروط التي أقرها مؤتمر فيينا، استُعيد الحكم النمساوي المباشر في دوقية ميلانو بعد 19 عامًا من غزو نابليون. وأعيد أمراء هابسبورغ إلى دوقية توسكانا الكبرى ودوقية مودينا.
كان مورات يأمل أن وجود جيش نمساوي في نابولي سيكون كافيًا لاستنهاض السكان الإيطاليين لدعم قضيته. ومع ذلك، لم يحدث مثل هذا التمرد العام حيث قُمعت أي اضطرابات بسرعة من قبل السلطات النمساوية، ووجد مورات أن القليل من الإيطاليين خارج نابولي كانوا على استعداد لحمل السلاح والانضمام إلى قضيته. رأى الكثيرون مورات كرجل يحاول إنقاذ تاجه بدلًا من أن يكون منارة لتوحيد إيطاليا.
في ذلك الوقت، تضخم عدد القوات النمساوية في لومباردي إلى 120 ألف، وكان البارون فريمونت هو القائد المكلف بقيادة هذه القوة لمواجهة مورات. كان الجيش في الأصل يهدف إلى غزو جنوب فرنسا بعد عودة نابليون، ولكن كان لا بد من تحويل مساره لمواجهة الجيش النابولي الذي يقترب. نقل فريمونت مقره إلى بياتشنزا من أجل منع أي تقدم محتمل في ميلانو.
في هذه الأثناء، في نفس اليوم الذي أصدر فيه مورات إعلان ريميني، استُهدف الحرس المتقدم النمساوي تحت قيادة الجنرال بيانكي في اشتباك بالقرب من تشيزينا. تراجع بيانكي نحو مودينا واتخذ خطًا دفاعيًا خلف نهر بانارو، ما سمح لمورات بالاستيلاء على بولونيا في 3 أبريل.
اشتبك مورات مع بيانكي مرة أخرى في معركة بانارو؛ هُزم النمساويون وأجبروا على التراجع. أُجبرت الطليعة النمساوية على التراجع إلى بورغوفورتي، وهذا سمح للنابوليين بالتقدم نحو مودينا.
بعد المعركة، احتلت الفرقة التي كانت تحت قيادة الجنرال كاراسكوسا مودينا وكاربي وريدجو إميليا بشكل فوري، بينما تحرك مورات ضد فيرارا. ومع ذلك، فإن الحامية في فيرارا صمدت أمام أفضل الجهود التي بذلها النابوليون للاستيلاء على القلعة، وأوقعت بعدد كبير من القوات النابولية تحت حصار مكلف.
في 8 أبريل، حاول مورات عبور نهر بو وأخيرًا وصل إلى إيطاليا التي تسيطر عليها النمسا. تلقى مورات القليل من التعزيزات من الجماهير الإيطالية في ذلك الوقت، لكنه كان يأمل أن يجد المزيد من الدعم شمال نهر بو، الذي كان تحت الحكم النمساوي المباشر.
كانت هذه المنطقة ذات يوم جزءًا من مملكة إيطاليا، وهي جمهورية فرنسية عميلة، وقد قيل إن نحو 40 ألف رجل، معظمهم من قدامى المحاربين في حملات نابليون، كانوا على استعداد للانضمام إلى مورات بمجرد وصوله إلى ميلانو. اختار مورات معبرًا في بلدة أوكيوبيلو، واشتبك أخيرًا مع الجزء الأكبر من الجيش النمساوي تحت قيادة فريمونت.
في هذه الأثناء، كانت فرقتا الحرس اللتان أرسلهما مورات إلى الدولة البابوية قد مرتا دون اعتراض إلى توسكانا وبحلول 8 أبريل احتلتا فلورنسا، عاصمة دوقية توسكانا الكبرى. فر الدوق الأكبر إلى بيزا، بينما أُجبرت الحامية النمساوية في فلورنسا تحت قيادة الجنرال نوغنت على التراجع إلى بستويا، مع مطاردة الجيش النابولي.
ولكن مع وصول التعزيزات من الشمال، وجيشه في موقع دفاعي قوي، تمكن نوغنت من الالتفاف ووقف المطاردة النابولية له. وهكذا وصل مورات والنابولييون إلى ذروة حملتهم.

## مراحع
1. ↑  Colletta، Pietro (translated by Horner, Susan) (1858)، History of the Kingdom of Naples: 1734-1825، Hamilton, Adams, and Company{{استشهاد}}:  صيانة الاستشهاد: أسماء متعددة: قائمة المؤلفين (link)
2. 1 2  Batty، Capt. Robert (1820)، An Historical Sketch of the Campaign of 1815، London، مؤرشف من الأصل في 2019-02-18